# Bilha
Bilha var patriarken Jakobs första bihustru, Rakels tjänstekvinna. 
Hon födde sönerna Dan och Naftali. Hon begick äktenskapsbrott med Jakobs förstfödde son Ruben, som på grund av detta miste förstfödslorätten.